# Discocyrtus oliverioi
Discocyrtus oliverioi is een hooiwagen uit de familie Gonyleptidae.